# Pteronycta
Pteronycta is een geslacht van vlinders van de familie spinneruilen (Erebidae), uit de onderfamilie Calpinae.

## Soorten
- P. adnanensis Wiltshire, 1980
- P. fasciata Fawcett, 1918
- P. fractilinea Pinhey, 1968
- P. postalbida Gaede, 1939
- P. smythi Gaede, 1939
- P. triangulata Gaede, 1939